# Trampolino Sulzenhof
Trampolino Sulzenhof – kompleks skoczni narciarskich, znajdujący się we włoskiej miejscowości Toblach. W jego skład wchodzą skocznie opunktach konstrukcyjnych K67, K37 i K22.
Pierwsza skocznia w Toblach powstała w 1911. Kompleks wielokrotnie przebudowywano, po raz ostatni w 2002 roku. Rekord największego obiektu należy do Norweżki Anette Sagen i wynosi 75 metrów.